# World Rugby Sevens Series
Die World Rugby Sevens Series, nach dem Sponsor als HSBC World Rugby Sevens Series bezeichnet, sind eine seit 1999/2000 jährlich stattfindende Serie von Siebener-Rugby-Turnieren. An den vom Weltverband World Rugby veranstalteten Turnieren nehmen Siebener-Rugby-Nationalmannschaften teil. Das bekannteste Turnier der Welt, das seit 1976 ausgetragene Hong Kong Sevens, ist ebenfalls Teil der Serie. Mannschaften spielen um den Titel, indem sie bei den verschiedenen Turnieren gemäß ihrem Abschneiden Punkte sammeln.
Siebener-Rugby ist eine Version von Rugby Union, bei der pro Mannschaft 7 statt wie üblich 15 Spieler auf dem Feld stehen. Die Spiele sind bedeutend kürzer und dauern lediglich 14 oder 20 Minuten, die Spielgeschwindigkeit ist höher. Die Series-Turniere dauern zwei Tage, das Hong Kong Sevens dauert drei Tage.

## Turniere
Austragungsorte der Saison 2023/24:
| Turnier             | Ort       | Stadion                    | Kapazität |
| ------------------- | --------- | -------------------------- | --------- |
| Dubai Sevens        | Dubai     | The Sevens Stadium         | 50.000    |
| South Africa Sevens | Kapstadt  | Cape Town Stadium          | 55.000    |
| Australian Sevens   | Perth     | Perth Oval                 | 20.500    |
| Canada Sevens       | Vancouver | BC Place Stadium           | 54.500    |
| USA Sevens          | Carson    | Dignity Health Sports Park | 27.000    |
| Hong Kong Sevens    | Hongkong  | Hong Kong Stadium          | 40.000    |
| Singapore Sevens    | Singapur  | Nationalstadion            | 55.000    |
| Spain Sevens        | Madrid    | Estadio Metropolitano      | 70.460    |

## Format
Üblicherweise nehmen 16 Mannschaften an einem Turnier teil, einzigen Ausnahmen sind das Hong Kong Sevens mit 28 Mannschaften und das London Sevens mit 20 Teams. An jedem 16er-Turnier werden die Teilnehmer in Gruppen zu vier Teams eingeteilt, die untereinander ein Rundenturnier (Round Robin) austragen. Falls am Ende der Gruppenphase Punktgleichheit besteht, wird eine Entscheidung wie folgt herbeigeführt:
1. Direktbegegnungen der punktgleichen Mannschaften
2. Differenz der Spielpunkte
3. Differenz der Versuche
4. Erzielte Punkte insgesamt
5. Münzwurf

An jedem Turnier werden vier Trophäen vergeben: Der Cup (Pokal) für den Turniersieger und – in abnehmender Reihenfolge des Prestigewertes – Plate (Teller, 5. Platz), Bowl (Schüssel, 9. Platz) und Shield (Schild, 13. Platz). Jede Trophäe wird am Ende des Turniers übergeben.
Nach Ende der Gruppenphase ziehen je die zwei bestplatzierten Mannschaften in die K.-o.-Runde ein. Die vier Gewinner des Viertelfinals spielen um den Cup, die Verlierer um den Plate. Die Dritt- und Viertplatzierten der Gruppenphase ziehen ebenfalls in eine K.-o.-Runde ein. Die vier Gewinner spielen um den Bowl, die Verlierer um den Shield.

### Teilnehmer
Die zwölf sogenannten Core Teams (Kernmannschaften) nehmen an allen Turnieren der Serie teil. Darüber hinaus wird pro Turnier ein Startplatz an ein eingeladenes Team vergeben (im Hong Kong Sevens an den Gewinner der Asian Sevens Series).
Core Teams 2023/24:
- Argentinien
- Australien
- Fidschi
- Frankreich
- Irland
- Kanada
- Neuseeland
- Samoa
- Spanien
- Südafrika
- Vereinigtes Königreich
- Vereinigte Staaten

#### Qualifikation
Die zwölf bestplatzierten Mannschaften nach dem Scotland Sevens qualifizieren sich automatisch als Core Teams für die Folgesaison.
Im Hong Kong Sevens wird parallel zum 16er Turnierfeld auch ein Vorqualifikationswettbewerb mit 12 Teilnehmern ausgetragen. Diese spielen in drei Vierergruppen ein Rundenturnier, die zwei Bestplatzierten und die zwei besten Tabellendritten bestreiten eine K.-o.-Runde, die vier Gewinner qualifizieren sich für das Qualifikationsturnier. Dieses wird im Rahmen des London Sevens ausgetragen, wobei neben den vier Teams aus der Vorqualifikation auch die drei schlechtestplatzierten Mannschaften unter den Core Teams nach dem Scotland Sevens sowie der Gewinner der Asian Sevens Series teilnehmen. Diese spielen in zwei Vierergruppen ein Rundenturnier. Die zwei Bestplatzierten ziehen ins Halbfinale ein, die Finalisten sowie der Gewinner des Spiels um Platz drei nehmen als Core Teams an der Folgesaison teil.

## Punktesystem
Die Platzierung in der Meisterschaft wird gemäß den Punkten errechnet, die in den einzelnen Turnieren gewonnen wurden. An den 16er-Turnieren (also ohne Hongkong) werden die Punkte wie folgt verteilt:
- Cup-Sieger (1. Platz): 22 Punkte
- Zweitplatzierter Cup: 19 Punkte
- Drittplatzierter Cup: 17 Punkte
- Viertplatzierter Cup: 15 Punkte
- Plate-Gewinner (5. Platz): 13 Punkte
- Zweitplatzierter Plate: 12 Punkte
- Halbfinalverlierer Plate: 10 Punkte
- Bowl-Gewinner (9. Platz): 8 Punkte
- Zweitplatzierter Bowl: 7 Punkte
- Halbfinalverlierer Bowl: 5 Punkte
- Shield-Gewinner (13. Platz): 3 Punkte
- Zweitplatzierter Shield: 2 Punkte
- Halbfinalverlierer Shield: 1 Punkt

Falls zwei oder mehr Mannschaften am Ende der Serie gleich viele Punkte aufweisen, wird die Entscheidung wie folgt herbeigeführt:
1. Gesamte Spielpunktedifferenz während der Saison
2. Gesamtanzahl der Versuche während der Saison
3. Falls noch immer keine Entscheidung gefallen ist, gibt es zwei oder mehrere Sieger

## Sieger
- 1999/00:  Neuseeland
- 2000/01:  Neuseeland
- 2001/02:  Neuseeland
- 2002/03:  Neuseeland
- 2003/04:  Neuseeland
- 2004/05:  Neuseeland
- 2005/06:  Fidschi
- 2006/07:  Neuseeland
- 2007/08:  Neuseeland
- 2008/09:  Südafrika
- 2009/10:  Samoa
- 2010/11:  Neuseeland
- 2011/12:  Neuseeland
- 2012/13:  Neuseeland
- 2013/14:  Neuseeland
- 2014/15:  Fidschi
- 2015/16:  Fidschi
- 2016/17:  Südafrika
- 2017/18:  Südafrika
- 2018/19:  Fidschi
- 2019/20:  Neuseeland
- 2020/21:  Südafrika
- 2021/22:  Australien
- 2022/23:  Neuseeland